# Lendi Vexer
Lendi Vexer fue un dúo argentino de música electrónica, downtempo y trip hop, formado en el año 2003 por Natalie Naveira y Diego Guiñazu. Ambos compositores de sus propias canciones y letras, iniciaron este proyecto en el año 2000, aunque bajo otro nombre, en 2003 adquiere la forma y el nombre definitivo de Lendi Vexer. Natalie Naveira es cantante y multinstrumentista (theremín, guitarras, chelo, violín, teclados y cuerdas en gral.) y Diego Guiñazu es productor (bajo, teclados, moog y orquestación) además de encargarse de la ingeniería sonora.
Su primer disco salió en el año 2004, es el EP Suicidal Adage (Refrán suicida) que fue lanzado de manera independiente con la influencia cercana de grupos como Portishead, Lamb, Massive Attack, Tricky, etc; y algo más lejanas las de Elizabeth Fraser, Nick Cave, Tom Waits, Billie Holiday y Roger Waters.
En 2007 lanzan el álbum The Process of Disillusion y en 2014 el EP Princess of Nothingness. Este último en CD y Vinilo 7pulgadas.
En ese tiempo hicieron unos pocos shows en formato electrónico y acompañados por músicos en vivo en guitarra, bajo y batería. También realizaron un show en 2009 en formato acústico en Buenos Aires.
Al día de hoy participaron en el compilado virtual de trip hop "W.E.B. Wicked Eletronic Beats" lanzado por Tripofagia en el que participan entre otros: Lovage de Dan Nakamura (productor de Gorillaz), Mike Patton (Faith No More) y Jennifer Charles, en Tripofagia también el EP Suicidal Adage de Lendi Vexer fue elegido como mejor EP 2004 del género trip hop.
"Si bien son argentinos, su música es más conocida en Brasil e Inglaterra, en donde participaron de varios compilados, y sus canciones fueron remixadas por diferentes artistas electrónicos. Además tienen editado un EP que se titula Suicidal Adage, el cual fue lanzado en 2004 y cosechó muchos elogios entre los cultores del género".
Fueron remixados por distintos artistas de diferentes países, como Colombia, Argentina, Irlanda, Reino Unido y Alemania.

## Discografía

### Suicidal adageEP (2004)
Lista de temas:
- Tribute to desolation
- 'scape
- Nothing was special
- Suicidal adage.
- Bonus Track with Natalie in Theremin.

### The Process of Disillusionálbum (2007)
Lista de temas:
- 11 de octubre
- To play again
- A boot doesn't ask, just trample
- Courtesy excess
- Simple cycle
- A slow dripping in my brain
- Looking for my time
- Burdel
- The Process Of Disillusion
- Missing time
- Suicidal adage (Spanish version)
- That fish and the bait
- La

### Princess of NothingnessEP (2014)
Lista de temas:
- Desert
- Luna de sal
- Princess of Nothingness
- Stormy clouds

### Princess of NothingnessED. LIMITADA en 7" VINILO (2014)
Lista de temas:
- Desert
- Luna de sal
- Princess of Nothingness
- Stormy clouds

+ Tarjeta con downloads: 3 rarezas.

### Stormy Clouds RemixedEP (2016)
Lista de temas:
- Stormy Clouds (The Soulmate Project Remix)
- Stormy Clouds (UBM Remix)
- Stormy Clouds (DYREK Remix)

### w.e.b. wicked electronic beats vol.1Trip Hop Compilation (2005)
Publicado por: Tripofagia.com (Trip Hop portal – no disponible)
Contiene: "Tribute to desolation" de Lendi Vexer y otros artistas de Trip Hop como U-topia, Lovage (Mike Patton), etc.